# Bodegón de uvas, manzanas y ciruelas (Juan de Espinosa)
Bodegón de uvas, manzanas y ciruelas es una obra de Juan de Espinosa, que forma parte de las colecciones del Museo del Prado.

## Introducción
Se saben pocos datos de Juan de Espinosa, a veces confundido con Juan Bautista de Espinosa, otro pintor de flores de la misma época. Según la documentación existente, Juan de Espinosa estuvo relacionado con Pedro Núñez del Valle y con Francisco de Burgos Mantilla. Por lo que se deduce de sus obras conocidas, se habría dedicado exclusivamente a la pintura de bodegón, realizando composiciones de frutas —especialmente con uvas— y objetos de cerámica, con un estilo naturalista próximo al de Juan Fernández el Labrador, aunque los efectos cromáticos recuerdan a Juan van der Hamen.
Tal vez el pintor también conoció bodegones flamencos, asimilando su técnica minuciosa y la habilidad para reflejar las transparencias de las pieles de las frutas. También es posible que Espinosa intentara aprovechar la demanda de obras de Juan Fernández el Labrador en Madrid, ya que era difícil adquirir sus cuadros.

## Análisis de la obra

### Datos técnicos y registrales
- Madrid, Museo del Prado, n º. de inventario: P000702;[4]
- Pintura al óleo sobre lienzo;
- Dimensiones: 76 x 59 cm,
- Datación: hacia 1630;
- Estuvo firmado, según un catálogo de 1872.[5]

### Descripción de la obra
El pintor realiza una compleja composición, desde un punto de vista frontal. Los objetos —colocados ante un fondo neutro— están iluminados desde la parte superior izquierda, por una luz que destaca su color y los modela de forma un tanto tenebrista. Algunas zonas quedan en contraluz, acentuando la sensación de profundidad. En la parte inferior aparece un estante de madera —con varias ranuras— en cuya parte izquierda hay seis manzanas rojas sobre un plato metálico. En el centro de la repisa se ven dos racimos de uvas blancas, de granos bellamente translúcidos. A la derecha y detrás de la uvas, hay una vasija rojiza, seguramente proveniente de Tonalá en México. Colgando de arriba mediante cordeles, se representan los otros elementos, de una forma que recuerda a Sánchez Cotán. En el centro y a la derecha aparecen racimos de uvas de tres diferentes variedades: negras, rojizas y grises. A la izquierda se representan seis ciruelas y dos más a la derecha. Tanto la variedad rojiza de uva como las ciruelas penden de sus respectivas ramas, que también muestran sus hojas.

## Procedencia
- Colección Real (colección Felipe V, Quinta del duque del Arco, El Pardo-Madrid, séptima pieza, 1745, ¿n º. 201?;
- Quinta del duque del Arco, pieza sexta del gabinete, 1794, n º. 102).